# Gavino Murgia

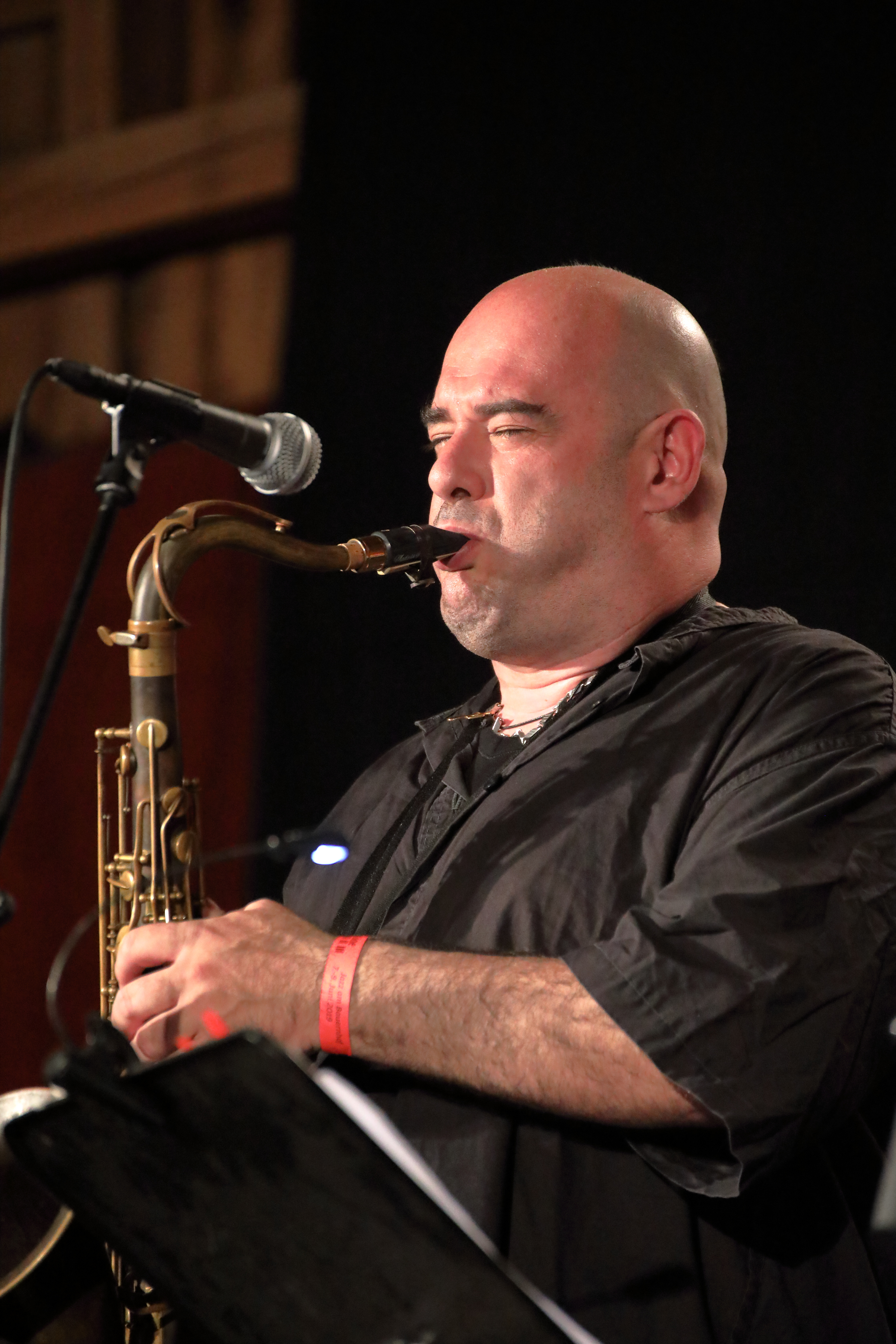
Gavino Murgia auf dem INNtöne Jazzfestival 2019

Gavino Murgia (* 1969 in Nuoro) ist ein sardischer Jazz-Saxophonist und Sänger.
Murgia erlernte im Alter von vierzehn Jahren autodidaktisch das Saxophonspiel. Später besuchte er Seminare des Trompeters Paolo Fresu in Siena und wurde Mitglied des Orchestra Jazz della Sardegna, wo er unter Leitung von Bruno Tommaso, Giancarlo Gazzani und Mario Raja auftrat. Außerdem arbeitete er auch mit dem Blue Note Orchestra und der P. N. Big Band.

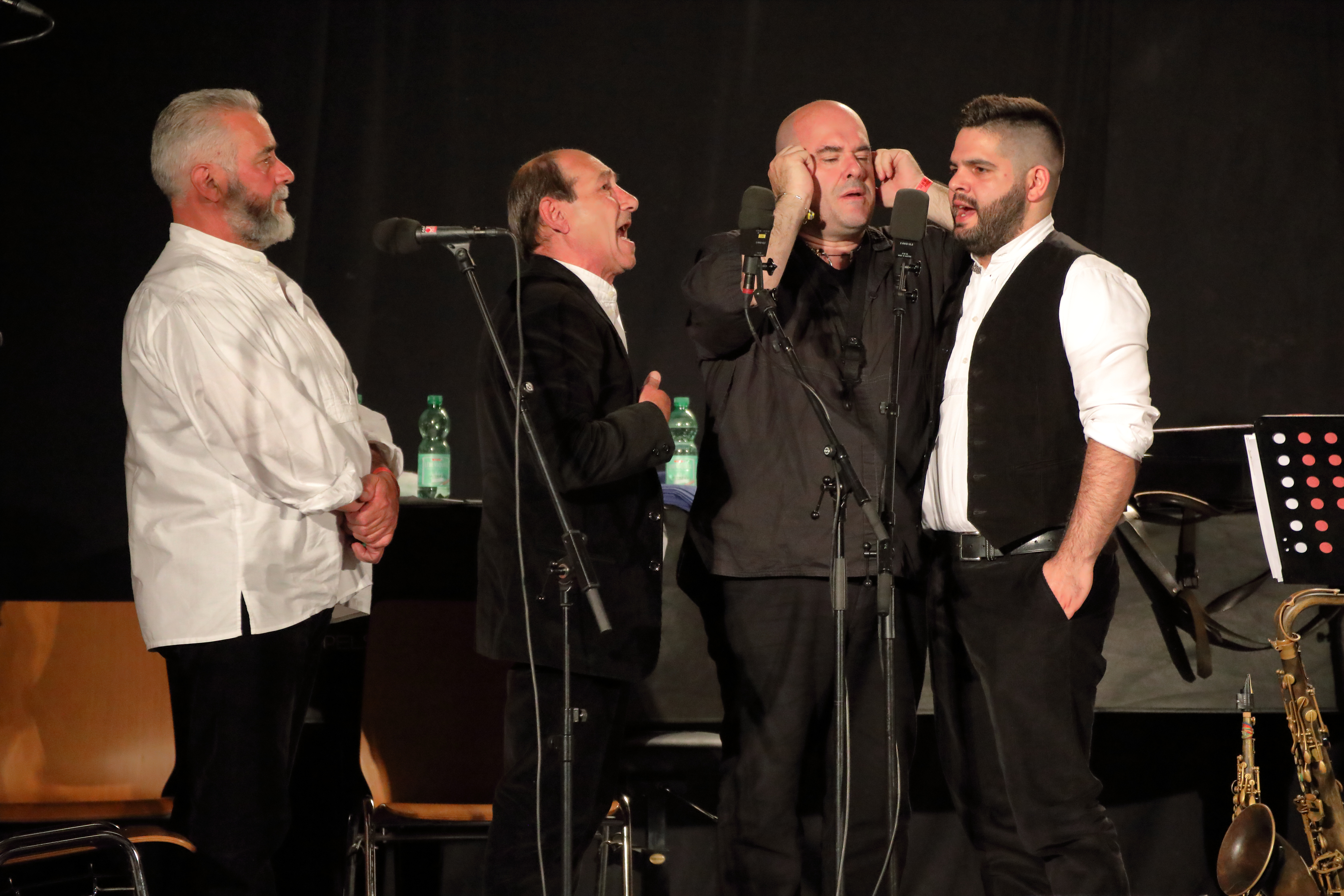
Gavino Murgia als Mitglied des sardischen Chores Tenore Goine di Nuoro

Fünf Jahre lang war er Mitglied von Mario Rajas Bigband, einem zwölfköpfigen Ensemble, dem u. a. auch Pietro Tonolo, Piero Leveratto, Maurizio Giammarco, Roberto Gatto, Marco Tamburini, Giampaolo Casati und Gabriele Mirabassi angehörten. Mit dem Ensemble nahm er an allen wichtigen Jazzfestivals Italiens teil. Außerdem trat er in Europa, Südafrika, den USA und Kuba auf.
Er arbeitete mit Riccardo Lays Quartett, im Duo mit Bebo Ferra und ist Mitglied der Band von Rabih Abou-Khalil. Seit Anfang der 2000er Jahre arbeitet er regelmäßig im Duo mit Michel Godard zusammen ( Le Concert Des Parfums, 2009). Neben dem Saxophon spielt er auch Volksinstrumente wie die traditionelle sardische Launeddas und das Duduk und singt in der sardischen Variante des Kehlkopfgesangs.
Er ist Bandleader des Gavino Murgia Blast Quartets.